# Maxence Caron
Maxence Caron (ur. 1976 w Marsylii) – francuski pisarz, poeta, filozof i muzykolog. Laureat Akademii Francuskiej, agrégé z filozofii i Docteur ès Lettres (Uniwersytet Paryski, 2003), jest autorem wielu dzieł, między innymi systemu filozofii La Vérité captive – De la philosophie, i mistycznego wiersza Le Chant du Veilleur.
Piastuje stanowisko dyrektora w wydawnictwie Éditions du Cerf, gdzie wydaje serię o tematyce filozoficznej "Les Cahiers d'Histoire de la Philosophie; w ramach serii swoje prace wydawali m.in. Jean-Luc Marion, Rémi Brague, Joseph Ratzinger.

## Publikacje
- Lire Hegel, Paryż, 2000.
- Saint Augustin : La Trinité, Paryż, 2004.
- Heidegger - Pensée de l'être et origine de la subjectivité, préface de Jean-François Marquet, Paryż, Éditions du Cerf, « La Nuit surveillée », 2005.
- Introduction à Heidegger, Paryż, Ellipses, 2005.
- (dir.), Heidegger, avec les contributions de Jocelyn Benoist, Jean-Luc Marion, Jean-François Marquet (et al.), Paryż, Éditions du Cerf, « Les Cahiers d'Histoire de la Philosophie », 2006.
- Être et identité - Méditation sur la Logique de Hegel et sur son essence, préface de Bernard Mabille, Paryż, Éditions du Cerf, « Passages », 2006.
- (dir.), Hegel avec les contributions de Bernard Bourgeois, Marcel Conche (et al.), Paryż, Éditions du Cerf, « Les Cahiers d'Histoire de la Philosophie », 2007.
- Microcéphalopolis - Roman, Wersal, Via Romana, 2009.
- (dir.), Saint Augustin, avec les contributions de Benedykt XVI / Joseph Ratzinger, Jean-Louis Chrétien (et al.), Paryż, Éditions du Cerf, « Les Cahiers d'Histoires de la Philosophie », 2009.
- La Vérité captive - De la philosophie, Paryż, Editions du Cerf/Ad Solem, 2009.
- Pages - Le Sens, la musique et les mots, Paryż, Séguier, 2009.
- La pensée catholique de Jean-Sébastien Bach - La Messe en si, Wersal, Via Romana, 2010.
- Le Chant du Veilleur - Poëme Symphonique, Wersal, Via Romana, 2010.